# ラウドネス・ウォー

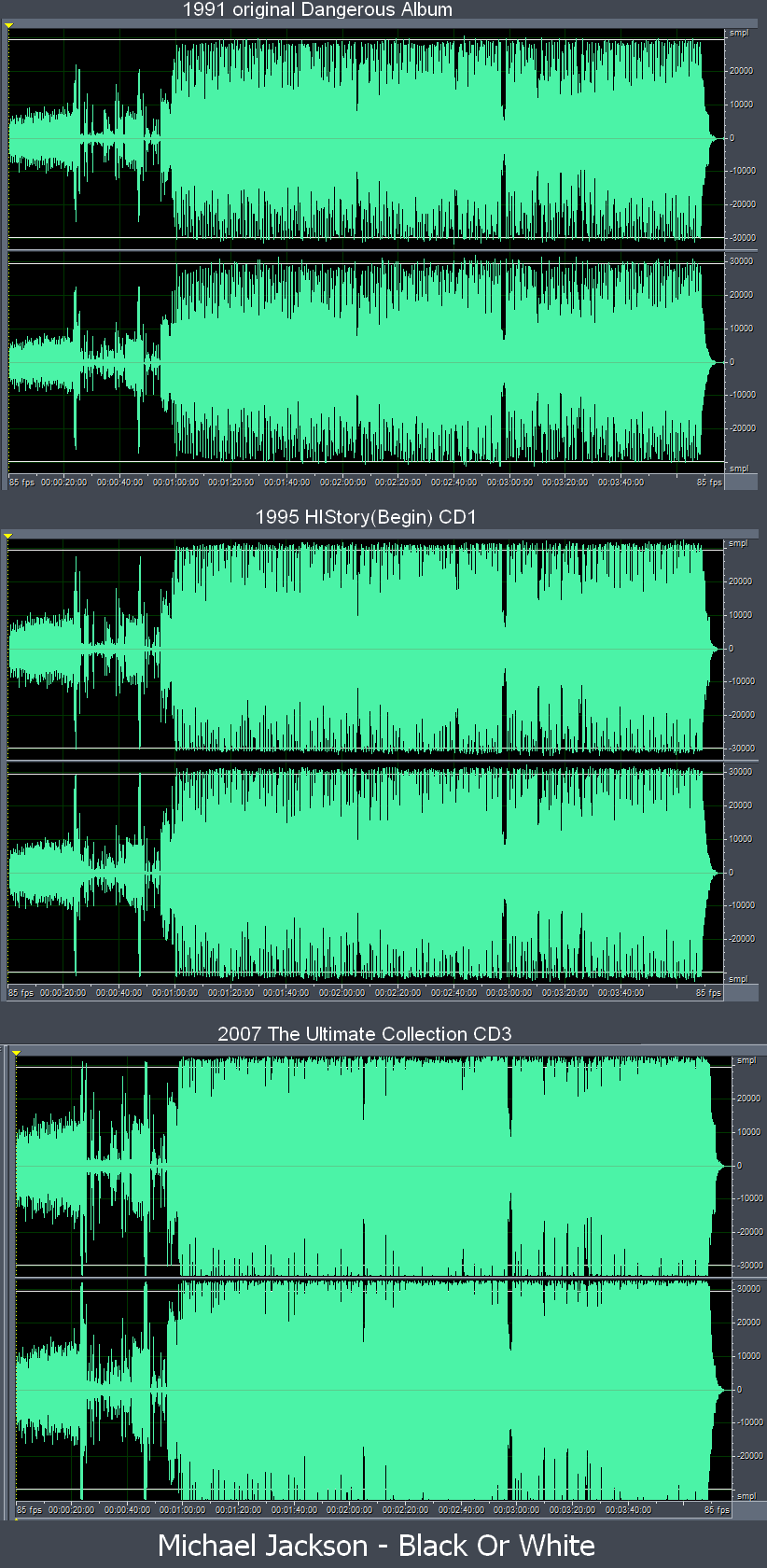
マイケル・ジャクソン の "Black or White" では、時代の流れと共に音の大きさが増加している。上から1991年、1995年、2007年のもの。いわゆる「海苔波形」と言われるように、波形が塗りつぶされたようになっている。

ラウドネス・ウォー（ラウドネス戦争、音圧戦争や音圧競争とも）とは、録音音楽における近年の音量レベルの増加に伴って、音質やリスナーの楽しみを損なうと批判されている傾向を指す。

## 概要
音量を上げることは、1940年代初めに7インチシングルのマスタリングの実践で最初に報告された。これらのアナログ録音の最大ピークレベルは、音源から聴取者までの間において(コンパクトディスク(CD)やコンパクトカセットなど)電子機器のさまざまな仕様に制限されていた。1990年代にはさらに大きな音量を生み出すことができるデジタル信号処理が導入され、注目を集めた。
コンパクトディスク(CD)の出現により、音楽は明確に定義された最大ピーク振幅を有するデジタルフォーマットに符号化されるようになった。CDの最大振幅に達しても、ラウドネスは、ダイナミック・レンジ圧縮およびイコライゼーションのような信号処理技術によってさらに増加させることができる。エンジニアはより頻繁に最大振幅のピークに達するまで、高い比率の圧縮を録音に適用することができる。極端な場合には、ラウドネスを上げる努力は、クリッピングおよびその他の歪みを生じさせる可能性がある。極端なダイナミック・レンジ圧縮やラウドネスを上げるための他の手段を使用する現代のレコーディングは、音質を犠牲にする可能性がある。
ラウドネス・ウォーは激化し、音楽ファンや音楽誌は影響を受けたアルバムを「ラウドネス・ウォーの犠牲者」と呼ぶようになった。

## 歴史

ZZ Topの曲"Sharp Dressed Man"における3回のリリース間の音量変化。1983年、2000年、2008年。

音楽制作におけるマスタリングの段階でことさらにラウドネスが重要視されるようになった背景にはCDの出現による音源のデジタル化が大きく影響しているが、それ以前の主たる音楽収録媒体であるレコードやそれを使用したジュークボックスがクラブやバーで現役で稼働していた時代にまでその要因を遡ることができる。
1960年代に出現したフィル・スペクターによるウォール・オブ・サウンドはラウドネス・ウォーの先陣を切ったとも言われ、ディレイやリバーブ、そしてコンプレッサーを多用して音圧を引き上げる手法を完成させた。
1940年代にジュークボックスがクラブやバーで人気を博し設置される台数が増加していったが、設置する際に持ち主によって任意の音量で音楽を再生するように設定されていた。そうすると他のレコードよりも高い音圧でマスタリングしたものは音が大きく聞こえて目立つことになる。その結果大きく聞こえる音楽は再生される回数が多くなり、持ち主からしてみればジュークボックスの稼働率を上げてくれる存在となったのである。似た現象は1950年代にもラジオ局で発生している。当時の音楽プロデューサーたちはラジオ番組で再生してもらえるように番組の監督の耳に留まるよう様々な手法を駆使してレコードに収録される音楽の音圧を上げる手法を試行錯誤していた。具体的に、この時期のモータウンは音圧を上げたレコードを多数世に放っており、「業界で売れてる曲のトップから45番くらいまでは全部モータウン」という状態を作り出していた。
1960年代から70年代にかけて複数のアーティストの楽曲を1つにまとめたコンピレーション・アルバムが人気となっていくが、同じアルバムに収録されている他のアーティストの曲が自分のものより音圧が高いと感じたミュージシャンやプロデューサーたちはリマスタリングすることを要求して他と同じくらいの音圧に直すよう主張するということが頻繁に起こるようになる。

## 批判
レコーディング・エンジニアのアラン・パーソンズ、 ジェフ・エメリック（ ビートルズ のアルバム『リボルバー』から『アビイ・ロード』などの作品に参加したことで知られる）、マスタリング・エンジニアのダグ・サックス、スティーヴ・ホフマン、その他にも数多くのオーディオマニアや音楽ファンらが、過度の圧縮、ダイナミックレンジの減少、ラウドネスのレベルの強化といったラウドネス・ウォーについて非難の声を上げている。
ミュージシャンのボブ・ディランは、「最近のレコードを聞くと酷いものだ。音だらけでボーカルも何も一緒くた、のっぺりとした音だ」と非難している。ディランのアルバム「モダン・タイムズ」と「トゥゲザー・スルー・ライフ」のコンパクト・ディスク・エディションは、ダイナミックレンジが大きく圧縮された例だが、ディラン自身は関わっていない可能性がある。

## 2023年現在
2023年現在では放送や配信サイトの多くが聴感的な音量感を揃えるラウドネス・ノーマライゼーションを導入し、いくらリミッターで波形を増幅しても再生側で音量を自動的に揃えられてしまうようになった。
ラウドネス・ノーマライゼーションの適用下では、リミッターでどれだけ波形を増幅して音量感を上げても一定のラインまで引き下げられてしまうため、結果的にただダイナミックレンジを圧縮され音楽的なメリハリを失っただけのサウンドとなってしまう。そのため、ラウドネス・ノーマライゼーションが適用される媒体で配信を行う場合、リミッターでの増幅を行わない、もしくは多くの配信媒体で揃える基準の音量とされている-14dB Integrated LUFS程度までの増幅に抑える、等の選択肢が生まれた。
しかし、ラウドネス・ノーマライゼーションを導入していない配信サイトや、CD媒体においては、極端な圧縮による音量増幅は未だに有効である。また、そもそも音楽業界においてもラウドネス・ノーマライゼーションへの理解が進みきってはおらず、かつてのやり方に疑問を持たずリミッターをかけ続けている場合も多い。J-Popの音楽制作の現場においては、いまでも信号レベルをギリギリまで入れた楽曲制作が主流のままである。 